# إميليو لارا (لاعب كرة قدم)
إميليو لارا (بالإسبانية: Emilio Lara)‏ هو لاعب كرة قدم مكسيكي في مركز الدفاع، ولد في مايو 2002 في Atizapán de Zaragoza ‏ في المكسيك. لعب مع نادي أمريكا.